# Kissimmee (Florida)
Kissimmee település az Amerikai Egyesült Államok Florida államában, Osceola megyében, melynek megyeszékhelye is. Lakosainak száma 79 226 fő (2020. április 1.).

## Népesség
A település népességének változása:
| Lakosok száma | 59 682 | 63 369 | 79 226 |
|               | 2010   | 2012   | 2020   |